# Gheorghe Șimon
Gheorghe Șimon (ur. 1 stycznia 1961 w Vișeu de Sus) – rumuński polityk, samorządowiec i inżynier, parlamentarzysta, w latach 2017–2018 minister gospodarki.

## Życiorys
W 1986 ukończył studia z inżynierii mechanicznej na Universitatea Tehnică din Cluj-Napoca. Pracował następnie jako inżynier i dyrektor w różnych przedsiębiorstwach, od 2001 do 2012 kierował spółką Angred SRL w Baia Mare. Przez cztery lata prowadził także własną firmę, która zbankrutowała.
W 1992 zaangażował się w działalność polityczną w ramach Partii Socjaldemokracji w Rumunii (przekształconej później w Partię Socjaldemokratyczną): został jej wiceprezesem w okręgu Marmarosz, a w 2020 przewodniczącym PSD w okręgu Kluż. W latach 2000–2012 zasiadał w radzie okręgu Marmarosz. W 2012, 2016 i 2020 wybierano go do Izby Deputowanych. We wrześniu 2017 został ministrem gospodarki w rządzie Mihaia Tudosego. Zakończył pełnienie tej funkcji wraz z całym gabinetem w styczniu 2018.
Żonaty, ma troje dzieci.